# Wahlbezirk Böhmen 22
Der Wahlbezirk Böhmen 22 war ein Wahlkreis für die Wahlen zum Abgeordnetenhaus im österreichischen Kronland Böhmen. Der Wahlbezirk wurde 1907 mit der Einführung der Reichsratswahlordnung geschaffen und bestand bis zum Zusammenbruch der Habsburgermonarchie.

## Geschichte
Nachdem der Reichsrat im Herbst 1906 das allgemeine, gleiche, geheime und direkte Männerwahlrecht beschlossen hatte, wurde mit 26. Jänner 1907 die große Wahlrechtsreform durch Sanktionierung von Kaiser Franz Joseph I. gültig. Mit der neuen Reichsratswahlordnung schuf man insgesamt 516 Wahlbezirke mit je einem zu wählenden Abgeordneten, die durch Direktwahl mit allfälliger Stichwahl bestimmt wurden. Der Wahlkreis Böhmen 22 umfasste die Städte, Märkte und Gemeinden Jičín, Neupaka, Starkenbach, Lomnitz an der Popelka, Horitz, Neubydzow, Sobotka, Unterbautzen und Kopidlno. Aus der Reichsratswahl 1907 ging Jindřich Maštálka von den Jungtschechen als Sieger hervor. Maštálka konnte seinen Sitz auch bei den Reichsratswahlen 1911 verteidigen.

## Wahlen

### Reichsratswahl 1907
Die Reichsratswahl 1907 wurde am 14. Mai 1907 durchgeführt. Die Stichwahl entfiel auf Grund der absoluten Mehrheit von Maštálka im ersten Wahlgang.
| Kandidat                                                          | Partei                              | Wahlkreisstimmen | Prozent |
| ----------------------------------------------------------------- | ----------------------------------- | ---------------- | ------- |
| Jindřich Maštálka                                                 | Jungtschechen                       | 4484             |         |
| Josef Kouša                                                       | Sozialdemokratische Partei          | 2529             |         |
| Jaroslaw Nemec                                                    | Tschechisch national-soziale Partei | 681              |         |
|                                                                   | Sonstige Parteien                   | ?                |         |
| Wahlberechtigte: 9371, Ungültige Stimmen: ?, Wahlbeteiligung: ? % |                                     |                  |         |

### Reichsratswahl 1911
Die Reichsratswahl 1911 wurde am 13. Juni 1911 durchgeführt. Die Stichwahl entfiel auf Grund des absoluten Mehrheit für Maštálka im ersten Wahlgang.
| Kandidat                                                              | Partei                                               | Wahlkreisstimmen | Prozent |
| --------------------------------------------------------------------- | ---------------------------------------------------- | ---------------- | ------- |
| Jindřich Maštálka                                                     | Jungtschechen                                        | 4975             | 57,7 %  |
| Josef Kouša                                                           | Sozialdemokratische Partei                           | 2391             | 27,7 %  |
| Karl Kuneš                                                            | Gewerbepartei                                        | 529              | 6,1 %   |
| Josef John                                                            | Christlichsoziale Partei                             | 365              | 4,2 %   |
| Ottokar Vochic                                                        | Realist                                              | 186              | 2,2 %   |
| Edvard Beneš                                                          | Tschechische staatsrechtlich-fortschrittliche Partei | 173              | 2,0 %   |
|                                                                       | Sonstige                                             | 10               | 0,1 %   |
| Wahlberechtigte: 9828, Ungültige Stimmen: 31, Wahlbeteiligung: 88,1 % |                                                      |                  |         |